# Rifargia imitata
Rifargia imitata är en fjärilsart som beskrevs av Druce 1911. Rifargia imitata ingår i släktet Rifargia och familjen tandspinnare. Inga underarter finns listade.